# Robert Stieglitz
Robert Stieglitz, de son vrai nom Sergey Shtikhlits, est un boxeur allemand né le 20 juin 1981 à Ieïsk, Russie.

## Carrière
Il devient champion du monde WBO des super-moyens le 22 août 2009 à Budapest en battant le hongrois Karoly Balzsay par abandon à l'appel de la 11e reprise. Stieglitz conserve son titre le 9 janvier 2010 contre Ruben Eduardo Acosta par arrêt de l'arbitre au 5e round ainsi que le 17 avril face à Eduard Gutknecht, le 20 novembre face à Enrique Ornelas aux points et le 9 avril 2011 contre Khoren Gevor, disqualifié à la 10e reprise.
Il poursuit sa série de victoires en dominant aux points Henry Weber le 14 janvier 2012 et Nader Hamdan le 5 mai mais s'incline aux points face à Arthur Abraham le 25 août 2012. Robert Stieglitz remporte le combat revanche contre Abraham le 23 mars 2013 par arrêt de l'arbitre au 4e round puis stoppe au 10e round Yuzo Kiyota le 13 juillet 2013. Il défendra victorieusement aux points son titre pour la deuxième fois le 19 octobre 2013 à Leipzig contre le nigérian Isaac Ekpo mais perdra la belle contre Arthur Abraham par décision partagée des juges le 1er mars 2014.
Stieglitz continue alors sa carrière dans la catégorie de poids supérieure et devient champion d'Europe EBU des mi-lourds le 12 novembre 2016 en battant aux points à l'unanimité des juges Medhi Amar.